# Julija Leonidowna Schtschapowa
Julija Leonidowna Schtschapowa, geboren Julija Leonidowna Sinelnikowa, (russisch Юлия Леонидовна Щапова, урожд. Юлия Леонидовна Синельникова; * 23. Mai 1930 in Lipezk; † 5. Mai 2019 in Moskau) war eine sowjetische bzw. russische Archäologin und Hochschullehrerin.

## Leben
Von 1948 bis 1953 studierte Schtschapowa an der Lomonossow-Universität Moskau (MGU) in der Historischen Fakultät. Anschließend war sie auf Einladung Artemi Arzichowskis Oberlaborantin des Laboratoriums für Anwendung naturwissenschaftlicher Methoden in der Archäologie am Lehrstuhl für Archäologie der Historischen Fakultät der MGU. 1961 verteidigte sie am Moskauer Institut für Archäologie der Akademie der Wissenschaften der UdSSR (AN-SSSR, seit 1991 Russische Akademie der Wissenschaften (RAN)) ihre Dissertation über Glaswaren des alten Nowgorods mit Erfolg für die Promotion zur Kandidatin der historischen Wissenschaften.
Schtschapowa blieb an der MGU und machte die Geschichte der Glaskultur zu ihrem Forschungsschwerpunkt. Sie verteidigte 1982 ihre Doktor-Dissertation über die Geschichte der Glasherstellung im Altertum und Mittelalter anhand von Objekten des Niltals, des Nahen Ostens, des Mittelmeerraums und Europas mit Erfolg für die Promotion zur Doktorin der historischen Wissenschaften.
Von 1992 bis zu ihrem Tod war Schtschapowa Professorin der Historischen Fakultät der MGU. Sie war seit 1978 Mitglied der Moskauer Gesellschaft der Naturforscher.
Schtschapowa war mit dem Historiker Jaroslaw Schtschapow (1928–2011) verheiratet.

## Ehrungen, Preise
- Medaille „Veteran der Arbeit“[1]
- Lomonossow-Preis der MGU (1998)[1]
- Verdiente Professorin der MGU (2008)[1]